# Vittorio Collino
Vittorio Collino ist ein ehemaliger italienischer Skispringer.

## Werdegang
Seinen ersten großen Erfolg feierte Collino 1922 bei den italienischen Meisterschaften im Skispringen, bei denen er vor Mario Cavalla und Giuseppe Ferrera den Meistertitel gewann. Ein Jahr später musste er sich Sisto Demenego geschlagen geben und gewann Silber.